# 10805 Iwano
10805 Iwano (1992 WG5) là một tiểu hành tinh vành đai chính được phát hiện ngày 18 tháng 11 năm 1992 bởi K. Endate và K. Watanabe ở Kitami. Nó được đặt theo tên nhà thiên văn học nghiệp dư Hisaka Iwano.